# Solanum stupefactum
Solanum stupefactum är en potatisväxtart som beskrevs av Symon. Solanum stupefactum ingår i släktet skattor som ingår i familjen potatisväxter. Inga underarter finns listade i Catalogue of Life.